# Joseph Davrichachvili
Joseph Davrichachvili, dit Davrichewy (en géorgien : იოსეფ დავრიშაშვილი), né le 28 octobre 1881 à Gori (en Géorgie, à l’époque dans l’Empire russe) et décédé le 14 janvier 1975 à Clichy, a été un révolutionnaire géorgien, un aviateur français durant la Première Guerre mondiale, un agent de contre-espionnage français et un écrivain.

## Biographie

### Géorgie, enfance et clandestinité
Il naît dans une famille géorgienne, dont le père, Damien Davrichachvili (1840-1922), est préfet de police de la ville. Il grandit à 80 kilomètres de Tiflis et parmi ses compagnons d’enfance se trouve Joseph Djougachvili (le futur Staline[Quand ?]) dont la mère était au service de sa famille ; des rumeurs, basées sur leur ressemblance physique et les mémoires de villageois, les donnent pour demi-frères. Kéthévane Davrichewy, son arrière-petite-fille, en tirera en 2016 un livre, L'Autre Joseph (prix des Deux Magots 2017). Après l’école paroissiale, il est inscrit au lycée de la perspective Golovinski (devenue avenue Roustavéli), l'un des établissements les plus renommés de la capitale géorgienne, réservé aux élèves russes et géorgiens de la bourgeoisie. Le jeune Sosso sympathise avec les sociaux-fédéralistes qui militent pour une autonomie géorgienne au sein de l’Empire russe. Son père l’envoie poursuivre ses études en France, à la Sorbonne, pour le dégager de la tentation révolutionnaire.
Dès les premiers troubles annonçant la révolution de 1905, il regagne son pays clandestinement et s’enrôle dans la branche armée du mouvement social-fédéraliste géorgien. À ce titre, il participe aux attaques de banques et du trésor public - qualifiées d’expropriations - afin d’alimenter les caisses du mouvement ; il en prend rapidement le commandement. La plus célèbre expropriation est celle de la trésorerie de Doucheti à l’issue de laquelle il s’empare de 375 000 roubles (2 ou 3 millions de dollars d’aujourd’hui). Il agit parallèlement à l’autre Sosso, Joseph Djougachvili, enrôlé dans la branche armée du Parti bolchévik et qui partage des objectifs similaires. Le 25 septembre 1905, il prend part au soulèvement général de Tiflis. Le 16 février 1906, il est présent lors de l’attentat attribué aux Bolcheviks et qui coûte la vie au Général Griaznov, commandant des Cosaques. Devant la répression exercée par l’armée russe, et l’infiltration de la police politique, l’Okhrana, la  révolution s’essouffle et sa sécurité n’est plus assurée. Dans un dernier sursaut, à partir de Kobouleti, sur la côte de la mer Noire, il décide de l’expropriation d’un paquebot russe, le Pouchkine : le groupe armé, déguisé en moines, s’empare des sacs postaux destinés aux banques d’Odessa et prend la direction de l’Ouest vers Constantinople et Marseille. Arrivé à bon port, il évite l’arrestation à l'inverse de certains de ses comparses .

### L’exil définitif
Proscrit pour la deuxième fois en Suisse, il est cette fois arrêté puis relâché. Son épouse, Anéta Tchidjavadzé, donne naissance à Lausanne, en 1907, à leur fils David,.
Il gagne la France, passe son brevet de pilote le 11 novembre 1912 et s’engage dans l’aviation militaire française à la déclaration de la Première Guerre mondiale sous le nom de Jacques Davri.
En 1919, il a un deuxième fils avec une infirmière polonaise, qui deviendra le comédien français Serge Davri.
Il entre dans les services secrets français sous les ordres du commandant Ladoux, au contre-espionnage, il est chargé de surveiller Marthe Richard, avec qui il a une liaison et qu’il innocente.
De 1939 à 1944, sous le nom de Jean Violan, il dirige le 2e Bureau clandestin des engagés volontaires étrangers à Saint-Amand-Montrond (Cher) et mène des actions contre la Milice française et l'occupant allemand. Son parcours est reconstitué en mai 2010, lors d'une enquête du journal Le Berry : il agit clandestinement tour à tour à partir de l'hôtel Chevrette en septembre et octobre 1939, puis à partir du 20 route de Bourges en octobre 1940.
Le 8 juin 1953, il demande un droit de réponse au rédacteur en chef de la revue Rivarol qui a fait état de son lien de parenté avec Staline : Si le fait que Sosso Djougachvili (Staline) est le fils de mon défunt père Damien Davrichewy est officiellement établi, alors dans les veines de Staline coulait le sang des Croisés français. En effet, ma famille est phrangui-catholique (franc) descendante des Croisés (franc) français réfugiés comme d'ailleurs plusieurs autres familles phrangui géorgiennes au cours des croisades et après la destruction du royaume franc en Syrie. D'après la tradition, les lointains aïeux de ma famille sont des ressortissants du Berry.
Le 30 juin 1966, la Télévision suisse romande diffuse dans son émission Continent sans visa un document du journaliste Jean-Pierre Goretta et du réalisateur Alain Tanner, intitulé Russes blancs, dans lequel il traite les Russes blancs de cadavres ambulants, réitère le fait qu'il est le demi-frère de Staline et affirme qu'il a passé à tabac deux fois Léon Trotski.
Il meurt à Clichy en 1975.

## Œuvres
- 1933 : Dans l’air et dans la boue. Mes missions de guerre par Jean Violan, Éditions du Masque, (ASIN B001AFQN00).
- 1934 : Souvenirs et récits contés le 28 décembre 1933 par Pierre Ducas Courtes, Louis Bechereau, Gaubert, de Davrichewy, Éditions du Comité des œuvres sociales du Ministère de l'air, (ASIN B001D6FD7U).
- 1936 : Astrakan, l’espion du Quartier latin par Jean Violan, Édition Baudinière, Paris.
- 1979 : Ah! ce qu'on rigolait bien avec mon copain Staline, Édition J.C. Simoën, Paris (à titre posthume).

## Décorations
Il était titulaire de la Légion d'honneur, de la Croix de guerre 1914-1918 et de la Croix de Saint Georges.